# Josep Monmeneu
Josep Monmeneu Gómez, né à Valence (Espagne) le 3 août 1886 et mort dans la même ville le 14 juin 1941, est un poète et homme politique valencien.

## Biographie
Entre 1915 et 1936, il collabora dans de multiples titres de presses, comme le journal Diario de Valencia ainsi qu'aux revues El Vers Valencià, Pensat i fet, El Poble Valencià et l'Almanach de Las Provincias. En 1931, il fut nommé président de l'Agrupació Valencianista de la Dreta (« Regroupement valencianiste de droite »), formation associée à la Dreta Regional Valenciana, dans les rangs duquel il fut élu membre de l'Ayuntamiento de Valence, dans lequel il fut représentant de la commission chargée de l'élaboration d'un statut d'autonomie pour le Pays valencien.
En 1932, il apporta son soutien aux Normes de Castellón.[réf. nécessaire]
Nommé président de Lo Rat Penat (LRP) en 1935, il fut emprisonné par les autorités républicaines au début de la guerre civile en 1936. Une fois la guerre terminée, il occupa de nouveau la présidence de LRP jusqu'à sa mort et rédigea des poésies en valencien de caractères religieux, en accord avec les attentes du nouveau régime dictatorial,.
Il remporta la fleur naturelle aux Jeux floraux de la ville de Valence de 1939 (la première édition après l'interruption due à la guerre) avec un poème intitulé Dolor i goig, où il décrit la « libération » de Valence, dont le peuple était « esclave » du « communisme »,,.
Il fut mainteneur des Jeux floraux en 1940 et 1941,.

### Postérité
En 1942, l'année suivant sa mort, LRP lui consacra un fascicule entier d'une revue homonyme (dont ce sera le seul exemplaire).
Une rue du quartier de La Saïdia à Valence porte son nom